# Režuha
Režuha (zubatka; lat. Cardamine), rod trajnica iz porodice krstašica, rasprostranjen sa oko 250 vrsta po čitavom svijet
U Hrvatskoj postoji dvadesdetak vrsta.

## Vrste
1. Cardamine abchasica Govaerts, nom. nov
2. Cardamine acris Griseb.
3. Cardamine adriatica Kučera, Lihová & Marhold, jadranska režuha
4. Cardamine africana L.
5. Cardamine alalata Heenan
6. Cardamine albertii O.E.Schulz
7. Cardamine alpina Willd.
8. Cardamine altaica Lippmaa
9. Cardamine alticola Heenan
10. Cardamine altigena Schltr. ex O.E.Schulz
11. Cardamine amara L.,  gorka režuha
12. Cardamine anemonoides O.E.Schulz
13. Cardamine angulata Hook.
14. Cardamine angustata O.E.Schulz
15. Cardamine anhuiensis D.C.Zhang & J.Z.Shao
16. Cardamine apennina Lihova & Marhold
17. Cardamine appendiculata Franch. & Sav.
18. Cardamine arakiana Koidz.
19. Cardamine armoracioides Turcz.
20. Cardamine asarifolia L.
21. Cardamine astoniae I.Thomps.
22. Cardamine auriculata S.Watson
23. Cardamine balnearia Standl. & Steyerm.
24. Cardamine barbaraeoides Halácsy
25. Cardamine basicola Heenan
26. Cardamine battagliae Cesca & Peruzzi
27. Cardamine bellidifolia L.
28. Cardamine bilobata Kirk
29. Cardamine bipinnata (C.A.Mey.) O.E.Schulz
30. Cardamine bisetosa Heenan
31. Cardamine blaisdellii Eastw.
32. Cardamine bodinieri (H.Lév.) Lauener
33. Cardamine bonariensis Pers.
34. Cardamine breweri S.Watson
35. Cardamine bulbifera (L.) Crantz, lukovičasta režuha
36. Cardamine bulbosa (Schreb. ex Muhl.) Britton, Sterns & Poggenb.
37. Cardamine caesiella Heenan
38. Cardamine calcicola W.W.Sm.
39. Cardamine caldeirarum Guthnick ex Seub.
40. Cardamine californica (Nutt.) Greene
41. Cardamine calliphaea Kit Tan, Giannopoulos & Vold
42. Cardamine calthifolia H.Lév.
43. Cardamine carnosa Waldst. & Kit., planinska režuha
44. Cardamine caroides C.Y.Wu ex W.T.Wang
45. Cardamine castellana Lihová & Marhold
46. Cardamine cebollana B.L.Turner
47. Cardamine changbaiana Al-Shehbaz
48. Cardamine chelidonia L., ružičasta režuha
49. Cardamine chenopodiifolia Pers.
50. Cardamine cheotaiyienii Al-Shehbaz & G.Yang
51. Cardamine chilensis DC.
52. Cardamine chlorina Heenan
53. Cardamine circaeoides Hook.f. & Thomson
54. Cardamine clematitis Shuttlew. ex A.Gray
55. Cardamine concatenata (Michx.) O.Schwarz
56. Cardamine conferta Jurtzev
57. Cardamine constancei Detling
58. Cardamine cordata Barnéoud
59. Cardamine cordifolia A.Gray
60. Cardamine coronata Heenan
61. Cardamine corymbosa Hook.f.
62. Cardamine crassifolia Pourr.
63. Cardamine cubita Molloy, Heenan & Smissen
64. Cardamine dactyloides Heenan
65. Cardamine debilis Banks ex DC.
66. Cardamine delavayi Franch.
67. Cardamine densiflora Gontsch.
68. Cardamine depressa Hook.f.
69. Cardamine digitata Richardson
70. Cardamine dilatata Heenan
71. Cardamine dimidia Heenan
72. Cardamine diphylla (Michx.) A.W.Wood
73. Cardamine dissecta (Leavenw.) Al-Shehbaz
74. Cardamine douglassii Britton
75. Cardamine ecuadorensis Hieron.
76. Cardamine elegantula Hook.f. & Thomson
77. Cardamine eminentia Heenan
78. Cardamine engleriana O.E.Schulz
79. Cardamine enneaphyllos (L.) Crantz, devetolisna režuha
80. Cardamine eremita Standl. & Steyerm.
81. Cardamine exigua Heenan
82. Cardamine fargesiana Al-Shehbaz
83. Cardamine fauriei H.Lév.
84. Cardamine fialae Fritsch, umjerena režuha
85. Cardamine flagellifera O.E.Schulz
86. Cardamine flexuosa With., savitljiva režuha
87. Cardamine fragariifolia O.E.Schulz
88. Cardamine franchetiana Diels
89. Cardamine franklinensis I.Thomps.
90. Cardamine fulcrata Greene
91. Cardamine geraniifolia (Poir.) DC.
92. Cardamine glacialis (G.Forst.) DC.
93. Cardamine glanduligera O.Schwarz
94. Cardamine glara Heenan
95. Cardamine glauca Spreng., modrosiva režuha
96. Cardamine glechomifolia H.Lév. & Vaniot
97. Cardamine gouldii Al-Shehbaz
98. Cardamine gracilis (O.E.Schulz) T.Y.Cheo & R.C.Fang
99. Cardamine graeca L.,  grčka režuha
100. Cardamine grandiscapa Heenan
101. Cardamine granulifera (Franch.) Diels
102. Cardamine griffithii Hook.f. & Thomson
103. Cardamine guatemalensis Al-Shehbaz
104. Cardamine gunnii Hewson
105. Cardamine heleniae Heenan
106. Cardamine heptaphylla (L.) O.E.Schulz
107. Cardamine hirsuta L., oštrodlakava režuha
108. Cardamine hispidula Phil.
109. Cardamine holmgrenii Al-Shehbaz
110. Cardamine hongdeyuana Al-Shehbaz
111. Cardamine hunanensis Al-Shehbaz, L.Wu & W.J.Liu
112. Cardamine hupingshanensis K.M.Liu, L.B.Chen, H.F.Bai & L.H.Liu
113. Cardamine hydrocotyloides W.T.Wang
114. Cardamine hygrophila T.Y.Cheo & R.C.Fang
115. Cardamine impatiens L., uškasta režuha
116. Cardamine integra Heenan
117. Cardamine intonsa Heenan
118. Cardamine jamesonii Hook.
119. Cardamine jejuna Standl. & Steyerm.
120. Cardamine jonselliana Al-Shehbaz
121. Cardamine keysseri O.E.Schulz
122. Cardamine kitaibelii Bech.,  Kitaibelova režuha
123. Cardamine kiusiana H.Hara
124. Cardamine komarovii Nakai
125. Cardamine kuankuoshuiense M.T.An, Yun Lin & Y.B.Yang
126. Cardamine lacustris (Garn.-Jones & P.N.Johnson) Heenan
127. Cardamine latior Heenan
128. Cardamine leucantha (Tausch) O.E.Schulz
129. Cardamine lihengiana Al-Shehbaz
130. Cardamine lilacina Hook.
131. Cardamine lineariloba I.Thomps.
132. Cardamine lojanensis Al-Shehbaz
133. Cardamine longii Fernald
134. Cardamine longipedicellata Rollins
135. Cardamine loxostemonoides O.E.Schulz
136. Cardamine lyrata Bunge
137. Cardamine macrocarpa Brandegee
138. Cardamine macrophylla Willd.
139. Cardamine magnifica Heenan
140. Cardamine marginata Phil.
141. Cardamine marholdii Tzvelev
142. Cardamine maritima Port., primorska režuha
143. Cardamine matthioli Moretti
144. Cardamine maxima (Nutt.) A.W.Wood
145. Cardamine megalantha Heenan
146. Cardamine mexicana O.E.Schulz
147. Cardamine micranthera Rollins
148. Cardamine microphylla Adams
149. Cardamine microthrix I.Thomps.
150. Cardamine microzyga O.E.Schulz
151. Cardamine moirensis I.Thomps.
152. Cardamine monteluccii Brilli-Catt. & Gubellini
153. Cardamine montenegrina Kučera, Lihová & Marhold
154. Cardamine multiflora T.Y.Cheo & R.C.Fang
155. Cardamine multijuga Franch.
156. Cardamine mutabilis Heenan
157. Cardamine nepalensis Kurosaki & H.Ohba
158. Cardamine niigatensis H.Hara
159. Cardamine nipponica Franch. & Sav.
160. Cardamine nuttallii Greene
161. Cardamine obliqua Hochst. ex A.Rich.
162. Cardamine occidentalis (S.Watson) T.J.Howell
163. Cardamine occulta Hornem.
164. Cardamine ocoana O.E.Schulz
165. Cardamine oligosperma Nutt.
166. Cardamine ovata Benth.
167. Cardamine pacensis Romero
168. Cardamine pachyphylla Heenan
169. Cardamine pachystigma (S.Watson) Rollins
170. Cardamine pakistanica Al-Shehbaz & D.A.German
171. Cardamine panatohea Heenan & de Lange
172. Cardamine papillata I.Thomps.
173. Cardamine papuana (Laut.) O.E.Schulz
174. Cardamine parviflora L.,  sitnocvjetna režuha
175. Cardamine parvula Heenan
176. Cardamine pattersonii L.F.Hend.
177. Cardamine paucifolia Hand.-Mazz.
178. Cardamine paucijuga Turcz.
179. Cardamine pectinata Pall. ex DC.
180. Cardamine pedata Regel & Tiling
181. Cardamine penduliflora O.E.Schulz
182. Cardamine pensylvanica Muhl.
183. Cardamine pentaphyllos (L.) Crantz, prstasta režuha
184. Cardamine penzesii Ancev & Marhold
185. Cardamine picta Hook.
186. Cardamine plumierii Vill.
187. Cardamine polemonioides Rouy
188. Cardamine polyodontes Heenan
189. Cardamine porphyroneura Heenan
190. Cardamine pratensis L., livadna režuha
191. Cardamine prorepens Fisch.
192. Cardamine pseudotrifoliolata Al-Shehbaz
193. Cardamine pulchella (Hook.f. & Thomson) Al-Shehbaz & G.Yang
194. Cardamine purpurascens (O.E.Schulz) Al-Shehbaz, T.Y.Cheo, L.L.Lu & G.Yang
195. Cardamine purpurea Cham. & Schltdl.
196. Cardamine quinquefolia (M.Bieb.) Schmalh.
197. Cardamine raphanifolia Pourr.
198. Cardamine repens (Franch.) Diels
199. Cardamine reptans Heenan
200. Cardamine resedifolia L., raznolistna režuha
201. Cardamine robusta I.Thomps.
202. Cardamine rockii O.E.Schulz
203. Cardamine rostrata Griseb.
204. Cardamine rotundifolia Michx.
205. Cardamine rupestris K.Malý
206. Cardamine rupicola (O.E.Schulz) C.L.Hitchc.
207. Cardamine scaposa Franch.
208. Cardamine schinziana O.E.Schulz
209. Cardamine sciaphila Heenan
210. Cardamine scutata Thunb.
211. Cardamine seidlitziana Alboff
212. Cardamine seravschanica Botsch.
213. Cardamine serbica Pancic
214. Cardamine serpentina Heenan
215. Cardamine silana Marhold & Perný
216. Cardamine simplex Hand.-Mazz.
217. Cardamine sinuatifolia Heenan
218. Cardamine speciosa Britton
219. Cardamine stenoloba Hemsl.
220. Cardamine subcarnosa (Hook.f.) Allan
221. Cardamine tanakae Franch. & Sav.
222. Cardamine tangutorum O.E.Schulz
223. Cardamine tenera J.G.Gmel. ex C.A.Mey.
224. Cardamine tenuifolia Hook.
225. Cardamine tenuirostris Hook. & Arn.
226. Cardamine thalassica Heenan
227. Cardamine tianqingiae Al-Shehbaz & Boufford
228. Cardamine trichocarpa Hochst. ex A.Rich.
229. Cardamine trifida (Lam. ex Poir.) B.M.G.Jones
230. Cardamine trifolia L.,  trolisna režuha
231. Cardamine trifoliolata Hook.f. & Thomson
232. Cardamine tryssa I.Thomps.
233. Cardamine tuberosa DC.
234. Cardamine udicola Jord.
235. Cardamine umbellata Greene
236. Cardamine unguiculus Heenan
237. Cardamine unicaulis Heenan
238. Cardamine variabilis Phil.
239. Cardamine verna Heenan
240. Cardamine victoris N.Busch
241. Cardamine violacea (D.Don) Wall. ex Hook.f. & Thomson
242. Cardamine volkmannii Phil.
243. Cardamine vulgaris Phil.
244. Cardamine waldsteinii Dyer, šumska režuha
245. Cardamine wiedemanniana Boiss.
246. Cardamine xinfenii Al-Shehbaz
247. Cardamine yezoensis Maxim.
248. Cardamine yunnanensis Franch.
249. Cardamine ×ambigua O.E.Schulz
250. Cardamine ×digenea (Gremli) O.E.Schulz
251. Cardamine ×dubia Zapal.
252. Cardamine ×enriquei Marhold, Lihová & Perný
253. Cardamine ×fischeriana O.E.Schulz
254. Cardamine ×fringsii F.Wirtg.
255. Cardamine ×grafiana O.E.Schulz
256. Cardamine ×helleriana O.E.Schulz
257. Cardamine ×incisa (Eames) Schum.
258. Cardamine ×insueta K.Urbanska-Worytkiewicz
259. Cardamine ×keckii A.Kern.
260. Cardamine ×killiasii (Brügger) Brügger
261. Cardamine ×paxiana O.E.Schulz
262. Cardamine ×rhodopaea Ancev
263. Cardamine ×rohlenae Domin
264. Cardamine ×schulzii Urbanska-Worytkiewicz
265. Cardamine ×smejkalii Tomsovic
266. Cardamine ×uliginosa M.Bieb.
267. Cardamine ×undulata De Laramb. & Timb.-Lagr.
268. Cardamine ×wettsteiniana O.E.Schulz
269. Cardamine ×zahlbruckneriana O.E.Schulz
270. Cardamine ×zapalowiczii Domin